# 三陆近海地震

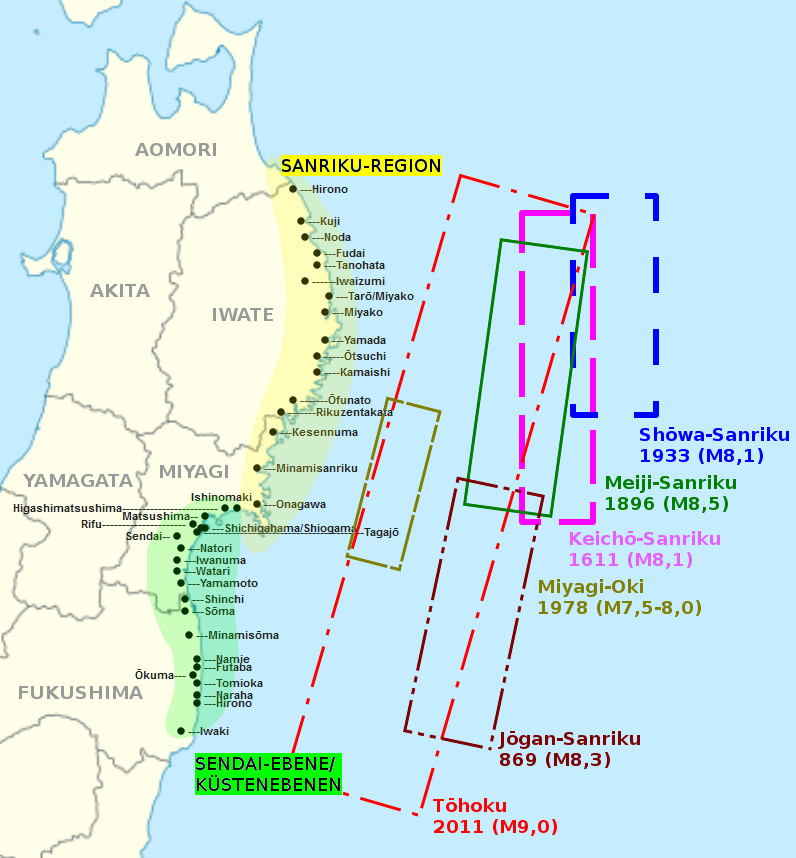
歷史上主要三陸近海地震

三陸近海地震（日语：三陸沖地震）是指在日本三陸（東北）近海发生的大地震。

## 地质背景
日本列岛地处欧亚大陆板块、北美洲板块、太平洋板块和菲律宾板块四个板块的交界处，是组成环太平洋火山地震带的一部分。太平洋板块、北美洲板块和欧亚大陆板块、菲律宾板块互相碰撞，使得日本列岛逐渐从海底突起，这使得日本附近地区火山、地震等自然灾害频发。而三陸近海位于北美板块和太平洋板块的接壤处，是日本地震最频繁的地区之一。东北地方太平洋近海曾于2011年发生过日本观测史上规模最大的地震，即2011年东北地方太平洋近海地震。

## 過去主要地震
- 貞觀地震
- 明治三陸地震
- 昭和三陸地震
- 三陸遥沖地震
- 2011年3月9日三陆近海地震
- 東北地方太平洋近海地震
- 2012年三陸近海地震
  - 2012年3月三陆近海地震
  - 2012年12月三陆近海地震

## 外部連結
- 三陸沖地震 （页面存档备份，存于） - Kotobank（日語）